# Русская Голышевка
Русская Голышевка — деревня в Карсунском районе Ульяновской области. Входит в состав Горенского сельского поселения.

## География
Расположено на правом берегу р. Сура в 22 км к северо-западу от районного центра — посёлка Карсун.

## История
Основано в начале XVIII века, позже Татарской Голышевки .
В 1859 году деревня Русская Голышевка во 2-м стане Карсунского уезда Симбирской губернии, в которой в 11 дворах жило 125 человек, имелся конный завод.
В 1913 г. в деревне 40 дворов, 259 жителей. В 1996 г. — 44 человек, русские. Отделение колхоза имени Фрунзе (СПК «имени Фрунзе»).

## Население
| 2010 |
| ---- |
| 36   |